# 황두진
황두진(黃斗鎭, 1963년 7월 18일~)은 대한민국의 건축가이다.
평양 출신의 아버지와 원산 출신의 어머니 사이 서울에서 태어났다.

## 학력
- 용문고등학교
- 서울대학교 공과대학 건축과 졸업(BS), 서울대학교 대학원 건축과 공학석사(MS)
- 예일대학교 건축대학원 졸업, 건축석사(MArch)

## 경력
서울대와 예일대에서 건축을 공부했고 김종성, 김태수 등의 사무소에서 수련하였다. 그는 역사와 문화에 대한 이해를 바탕으로 한국 현대건축의 지평을 넓혀가고 있는 건축가로 평가받고 있다. 한옥을 현대건축의 시각에서 재해석하는 일련의 작업을 해오고 있기도 하다.
독일 프랑크푸르트에서 시작하여 유럽을 순회한 <메가시티 네트워크 한국현대건축전>에 참여했고 동 전시회의 전시디자인을 맡아 새로운 개념의 건축 전시를 보여준 바 있다.
현대적인 것과 전통적인 것을 모두 능숙하게 다룰 수 있는 건축가 중 한 사람으로 그가 2010년 스웨덴 스톡홀름의 동아시아박물관 한국실을 설계하게 된 배경이기도 하다. 그는 “마당과 툇마루, 방을 오밀조밀하게 누비는 한옥의 동선을 전시실에 적용했다"며 "한옥의 형태를 그대로 재현하는 대신 그 분위기를 은은하게 살렸다"고 했다.
건축가로서 개별 프로젝트뿐만 아니라 사람들이 살기 좋은 도시, 거리와 소통하는 건물, 사회에 필요한 건축 등 공공성에 대한 관심이 높다. 이와 관련하여 무지개떡 건축은 그의 주요 테마 중 하나이다. 그가 현대 도시건축의 중요한 유형으로 보고 발전시켜오고 있는 개념이다. 개별 작품과 기고문을 통해 생각을 전개시킨 후 2016년 저서인 '무지개떡 건축'을 통해 정리해서 발표했다.
'무지개떡 건축(raninbow cake architecture)'과 더불어 '다공성(porosity)', '중첩된 기하학(layered geometry)' 등 3대 건축 테마로 작업하고 있다.

## 건축 주제

### 무지개떡 건축 rainbow cake architecture
전층이 단일용도로 되어있는 건축물을 시루떡에 비유한다면 층별로 서로 다른 기능을 갖는 건축물은 무지개떡에 비유할 수 있을 것이다. 그중에서도 5층 내외로 상층부에 주거가 들어가는 유형을 황두진건축에서는 특별히 무지개떡건축이라 부른다. 기본적으로 길과 면한 저층부에는 외부계단과 상가가, 중간층에는 사무실이, 상층부의 주거에는 옥상마당 등이 들어간다. 무지개떡건축은 도시의 밀도를 충분히 유지하면서도 거리의 활력과 개인의 프라이버시, 조망 등을 모두 확보할 수 있는, 간단하지만 탁월한 도시건축의 유형이다. 사회적으로는 상주인구와 유동인구를 모두 아우르는 방식으로서 도시재생에도 유리하다.

### 다공성 porosity
발코니, 테라스, 옥상마당, 중정 등 건물의 비워져 있는 부분은 내부와 외부가 만나는 곳이다. 채광과 환기, 그리고 인간의 다양한 활동을 품을 수 있는 공간으로서 특히 한반도의 기후조건에 적합한 개념이기도 하다. 이러한 다공성 건축의 대표적인 예가 바로 한옥이다. 황두진건축은 그간의 한옥 작업의 경험을 바탕으로 높은 다공성을 확보한 프로젝트를 지속적으로 수행해 오고 있다. 다공성의 개념은 배치와 공간에서 시작하여 입면과 단면, 그리고 세부적인 디테일에 이르기까지 모두 적용될 수 있다.

### 중첩된 기하학 layered geometry
한 건물 안에 다양한 기하학이 공존하는 것이 중첩된 기하학의 개념이다. 이런 건축물은 사람에게 즐거운 놀라움과 지적인 쾌감을 선사한다. 특히 기하학이 구조 및 재료와 결합하면 그 효과는 더욱 커진다. ‘칸’(間)으로 대변되는 데카르트 좌표계와 3차원 곡선으로 구성된 지붕이 공존하는 한옥이 그 대표적인 예다. 중첩된 기하학은 황두진건축의 독창적인 개념의 하나로, 근대건축의 무미건조한 상자의 미학에서 벗어나 삶의 공간 속에서 풍성함과 쾌적함을 되찾을 수 있게 한다.

## 작품 소장
까오 의자가 국립현대미술관과 쇳대박물관에 소장되어 있다.

## 주요 작업
- 2021 카멜리아 힐 전망대 (제주 서귀포시)
- 2018 노스테라스(서울 종로구 와룡동)
- 2016 무카스 사옥(경기도 파주)
- 2015 WON & WON 63.5(서울 강남구 논현동)[14][15]
- 2015 한국성폭력상담소(서울 합정동)
- 2015 목경헌(서울 은평구 한옥마을)[16]
- 2014 애지헌(서울 창성동)
- 2014 삼산고택 (경주 양동마을)
- 2014 만호고택 (경주 양동마을)
- 2014 제주 보목동 주택(제주 서귀포시 보목동)
- 2013  캐슬 오브 스카이워커스(천안시 서북구 직산읍)[12][17]
- 2013 과천동 무지개떡(경기 과천시 과천동)
- 2013 구로소방서 구로119 안전센터(서울 구로구 구로동)
- 2012 통인시장 아트게이트 (서울 종로구 통인동)[18]
- 2012 스톡홀름 동아시아박물관 한국관 (스웨덴 스톡홀름)[4]
- 2011 더웨스트빌리지 (서울 종로구 궁정동)[19]
- 2011 더브릭스 (서울 종로구 동숭동)
- 2010 갤러리 아트사이드 (서울 종로구 통의동)
- 2009 휘닉스스프링스 컨트리클럽 한옥연회장 (경기도 이천)
- 2008-2009 한강교량 보행자시설 (잠실대교, 한남대교, 동작대교)[20]
- 2008 춘원당한의원 및 박물관 (서울 종로구 낙원동)[21]
- 2006 가회헌(서울 종로구 재동)
- 2005-2009 북촌 한옥: 무무헌, 취죽당, 쌍희재, 동인재, 집운헌, L주택 등 (서울 종로구 가회동)
- 2003 해냄출판사 사옥 (서울 마포구 서교동)
- 2002 열린책들 사옥 (서울 종로구 통의동)

## 주요 전시
2019 'Contemporary Korean Architecture, Cosmopolitan Look', 헝가리 부다페스트 한국문화원
2018  'A Retrospective on 10 Years of Practice in Eastern Context', YSoA
2017 건축 & 디자인필름 페스티벌 서울(ADFF: Seoul)
2016 베니스비엔날레건축전 한국관 ‘용적률게임’
2016 ‘New Shelters’, 아르코 미술관
2014  '협력적 주거 공동체 Co-living Scenarios', 서울시립미술관
2012  '컨템포러리 한옥', 클레이아크김해미술관
2011  '집을 생각하다', 클레이아크김해미술관
2007-2009  '메가시티 네트워크: 한국현대건축', 프랑크푸르트 독일건축박물관, 베를린 독일건축센터, 에스토니아 건축박물관, 스페인 바르셀로나카탈로니아건축사협회 에스파이피카소, 한국 국립현대미술관 순회
2006  '건축가의 가구', 쇳대박물관 ('까오' 의자 출품, 국립현대미술관 소장)
2002  '럭키서울', 갤러리 사루비아
2001  '부분과 전체', 갤러리 아트 라이프
1992  '새로운 공원, 새로운 생각', 미국 뉴욕 어번 센터

## 사회 활동
2018-현재 서울신문 오피니언 필자
2018-2019 한국건축가협회 남북교류위원장
2017 서울시립교향악단 ‘음악과 건축의 동행’ 콘서트 기획 및 진행(성공회 서울 주교좌 성당, 천도교 중앙대교당)
2016 환태평양 지역 4개 대학 순회강연(외교부 ‘국민 모두가 공공 외교관’ 프로그램): 싱가포르 국립대학(싱가포르), 말라야대학(쿠알라룸푸르), 출랄롱콘대학(방콕), 뉴사우스웨일즈대학(시드니)
2015-2016 서울시 마곡지구 건축축자문위원
2015 정림학생건축상 심사위원
2014  미국 4개 대학 순회강연: 네브라스카대학(UNL), 아이오와대학(ISU), 켄트주립대학(KSU), 로드아일랜드디자인대학(RISD)
2012 서울시 공공건축가
2011-2015 국립중앙박물관 운영자문위원
2009  미국 5대 도시 순회강연: 보스턴 하버드건축학대학원 한국연구회, 뉴욕 코리아소사이어티, 워싱턴 스미소니안 아시아미술관(프리어갤러리), 로스앤젤레스 카운티미술관과 유씨엘에이(UCLA) 건축 및 도시디자인 대학원, 시애틀 워싱턴주립대 건축대학
2007 이화여자대학교 건축학과 겸임교수
2006-2007  서울시 도시디자인포럼 위원
2006-2007  건축역사학회 이사
2005  '황두진의 건축이야기' 연속강연, 성곡미술관
2004  현대미술아카데미 초청 강사, 국립현대미술관
2004 경주역사도시활성화위원회 위원, 문화관광부
2002-2005  설계 튜터, 서울대학교 건축학과
2000-2002  건축전문대학원 겸임교수, 경기대학교

## 저서
- 2019 「공원사수대작전」, 반비, ISBN 9791189198985
- 2017 「가장 도시적인 삶-무지개떡 건축 탐사 프로젝트」, 반비, ISBN 9788983718921
- 2016 「황두진-다공성 구축술 시스템」, 열린집, ISBN 9791195212804
- 2007 「무지개떡 건축-회색 도시의 미래」,메디치미디어, ISBN 9791157060467
- 2007 「건축가 김수근」, 나무숲, ISBN 9788989004271
- 2006 「한옥이 돌아왔다」, 공간사, ISBN 9788985127240
- 2005 「당신의 서울은 어디입니까」, 해냄, ISBN 9788973377138

## 주요 수상
2021 한국건축역사학회 직품상(노스테라스)
2018 김종성건축상(캐슬 오브 스카이워커스)
2016 대한민국 한옥공모전 올해의 한옥대상(목경헌)
2015 한국공간구조학회 작품상(캐슬 오브 스카이워커스)
2015 서울특별시건축상 우수상(원앤원 63.5)
2012 대한민국공공디자인대상 대상(통인시장 아트게이트)
2012 서울특별시건축상 우수상(더 웨스트 빌리지)
2011 대한민국 한옥공모전 올해의 한옥 대상(엘주택)
2009 유네스코 아시아-태평양 문화유산상 공동수상 (북촌 한옥)
2009 한국건축문화대상 본상(집운헌)
2007 한국건축가협회 아천상(가회헌, 2007)